# L'Étrange Histoire du château hanté (album)
 (février 2024).
Si vous disposez d'ouvrages ou d'articles de référence ou si vous connaissez des sites web de qualité traitant du thème abordé ici, merci de compléter l'article en donnant les références utiles à sa vérifiabilité et en les liant à la section « Notes et références ».
Pour les articles homonymes, voir L'Étrange Histoire du château hanté.
Albums de Chantal Goya
Isabelle, c'est la fille de Babar
(1988) Rythme et Couleur
(1990)
L'Étrange Histoire du château hanté est le treizième album studio de la chanteuse Chantal Goya, sorti en 1989.
Il est en CD chez Podis / Polygram en 1997, en 2010 et en 2013 dans le coffret L'intégrale chez Sony avec des titres bonus.

## Liste des titres

### Édition originale (1989)
| No  | Titre                               | avec                               | Durée |
| --- | ----------------------------------- | ---------------------------------- | ----- |
| 1.  | Arrivée de Marie-Rose               | Jean-Jacques Debout                | 2:53  |
| 2.  | Texte de liaison                    |                                    |       |
| 3.  | Mon amie la chouette                | Jean-Jacques Debout                | 2:40  |
| 4.  | Texte de liaison                    |                                    |       |
| 5.  | Ennio                               | Jean-Jacques Debout                | 2:15  |
| 6.  | Texte de liaison                    |                                    |       |
| 7.  | Sorcière, sorcière                  | Jean-Jacques Debout                | 2:32  |
| 8.  | Texte de liaison                    |                                    |       |
| 9.  | Merlin, Merlin                      | Jean-Jacques Debout                | 3:50  |
| 10. | Texte de liaison                    |                                    |       |
| 11. | L'Étrange histoire du château hanté | Jean-Jacques Debout                | 2:32  |
| 12. | Texte de liaison                    |                                    |       |
| 13. | Frimagor - Marie Rose               | Jean-Jacques Debout                | 3:36  |
| 14. | Texte de liaison                    |                                    |       |
| 15. | Oh ma petite étoile                 | Jean-Jacques Debout                | 1:34  |
| 16. | Texte de liaison                    |                                    |       |
| 17. | Fantômes                            | Jean-Jacques Debout                | 3:00  |
| 18. | Texte de liaison                    |                                    |       |
| 19. | Soufflavide et Grattamort           | Jean-Jacques Debout et Roger Dumas | 2:44  |
| 20. | Texte de liaison                    |                                    |       |
| 21. | Quand on sème l'amour               | Jean-Jacques Debout et Roger Dumas | 1:20  |

### Réédition (2010)
| No  | Titre                               | avec                               | Durée |
| --- | ----------------------------------- | ---------------------------------- | ----- |
| 1.  | Arrivée de Marie-Rose (Prologue)    | Jean-Jacques Debout                | 2:53  |
| 2.  | Mon amie la chouette                | Jean-Jacques Debout                | 2:40  |
| 3.  | Ennio                               | Jean-Jacques Debout                | 2:16  |
| 4.  | Traversée de la forêt               | Jean-Jacques Debout                | 0:53  |
| 5.  | A Livanoff                          | Jean-Jacques Debout                | 4:18  |
| 6.  | L'ours de l'Oural                   | Jean-Jacques Debout                | 4:01  |
| 7.  | Oh, ma petite étoile 1              | Jean-Jacques Debout                | 1:24  |
| 8.  | Sorcière, sorcière                  | Jean-Jacques Debout et Roger Dumas | 2:36  |
| 9.  | Merlin, Merlin                      | Jean-Jacques Debout                | 3:50  |
| 10. | L'étrange histoire du château hanté | Jean-Jacques Debout                | 3:07  |
| 11. | Ballet des chauves-souris           | Jean-Jacques Debout                | 4:34  |
| 12. | Frimagor - Marie-Rose               | Jean-Jacques Debout                | 3:35  |
| 13. | Oh, ma petite étoile 2              | Jean-Jacques Debout                | 2:19  |
| 14. | Fantôme                             | Jean-Jacques Debout                | 2:58  |
| 15. | Ah mon Dieu quelle histoire         | Jean-Jacques Debout                | 2:18  |
| 16. | Je suis le Fantasmagomique          | Jean-Jacques Debout et Roger Dumas | 2:54  |
| 17. | Fantasmagomique                     | Jean-Jacques Debout et Roger Dumas | 2:31  |
| 18. | Soufflavide et Grattamort           | Jean-Jacques Debout et Roger Dumas | 2:33  |
| 19. | Ce n'est plus un château hanté      | Jean-Jacques Debout                | 4:25  |
| 20. | Quand on sème l'amour               | Jean-Jacques Debout et Roger Dumas | 2:20  |
| 21. | Au domaine des esprits              | Jean-Jacques Debout                | 3:14  |

Sortie le 30 août 2010, cette réédition se différencie de l'édition originale par l'ajout de plusieurs titres inédits

### Réédition (2013)
| No  | Titre                                        | avec                               | Durée |
| --- | -------------------------------------------- | ---------------------------------- | ----- |
| 1.  | Arrivée de Marie-Rose                        | Jean-Jacques Debout                | 2:53  |
| 2.  | Mon amie la chouette                         | Jean-Jacques Debout                | 2:40  |
| 3.  | Ennio                                        | Jean-Jacques Debout                | 2:15  |
| 4.  | Sorcière, sorcière                           | Jean-Jacques Debout                | 2:32  |
| 5.  | Merlin, Merlin                               | Jean-Jacques Debout                | 3:50  |
| 6.  | L'Etrange histoire du château hanté          | Jean-Jacques Debout                | 2:32  |
| 7.  | Frimagor - Marie-Rose                        | Jean-Jacques Debout                | 3:36  |
| 8.  | Oh ma petite étoile                          | Jean-Jacques Debout                | 1:34  |
| 9.  | Fantômes                                     | Jean-Jacques Debout                | 3:00  |
| 10. | Soufflavide et Grattamort                    | Jean-Jacques Debout et Roger Dumas | 2:44  |
| 11. | Quand on sème l'amour                        | Jean-Jacques Debout et Roger Dumas | 1:20  |
| 12. | A Livanoff (Titre bonus)                     | Jean-Jacques Debout                | 4:18  |
| 13. | L'ours de l'Oural (Titre bonus)              | Jean-Jacques Debout                | 4:01  |
| 14. | Fantasmagomique (Titre bonus)                | Jean-Jacques Debout et Roger Dumas | 2:31  |
| 15. | Ce n'est plus un château hanté (Titre bonus) | Jean-Jacques Debout                | 4:25  |
| 16. | Au domaine des grands esprits (Titre bonus)  | Jean-Jacques Debout                | 3:14  |

## Crédits
- Arrangements : Jean-Daniel Mercier
- Production : Jean-Jacques Debout

## Single
- 1989 : Fantômes

## Spectacle
L'album sous forme de spectacle est une comédie musicale pour enfants écrite et mise en scène par Jean-Jacques Debout et jouée par Chantal Goya au Palais des congrès pour la première fois en 1989. Le spectacle a ensuite été repris en 2010.
L'histoire commence au fond de l'Oural. Une vieille femme s'est perdue dans une forêt. Cette femme n'est autre que Marie-Rose à qui une méchante sorcière a jeté un sort. En arrivant dans une clairière, Marie-Rose est secourue par l'enchanteur Merlin. Elle fait également la connaissance d'une bande d'enfants. Ils lui expliquent qu'ils sont livrés à eux-mêmes dans une petite cabane au fond des bois en attendant le retour de leur père. Mais Marie-Rose apprend également que non loin de là, par delà le petit village de Livanoff se dresse un château hanté. Afin d'aider les enfants, Marie-Rose traverse toute la forêt et se rend à Livanoff. Mais Ennio, le petit fantôme ami de Marie-Rose, se fait enlever. Marie-Rose se rend donc au château afin d'en percer le mystère et de délivrer Ennio.

### Crédits
- Mise en scène : Jean-Jacques Debout
- Musique : Jean-Jacques Debout
- Costumes : Philippe Binot
- Décors : Hervé Massoubre
- Chorégraphies : Emmanuel Lenormand assisté de Virginie Geoffroy

### Autour du spectacle
- La captation du spectacle a eu lieu le mercredi 27 octobre 2010 au Palais des congrès.

### Vidéo
- Le DVD du spectacle est paru chez Sony/ Sterne le 7 février 2011.